# Мізраб

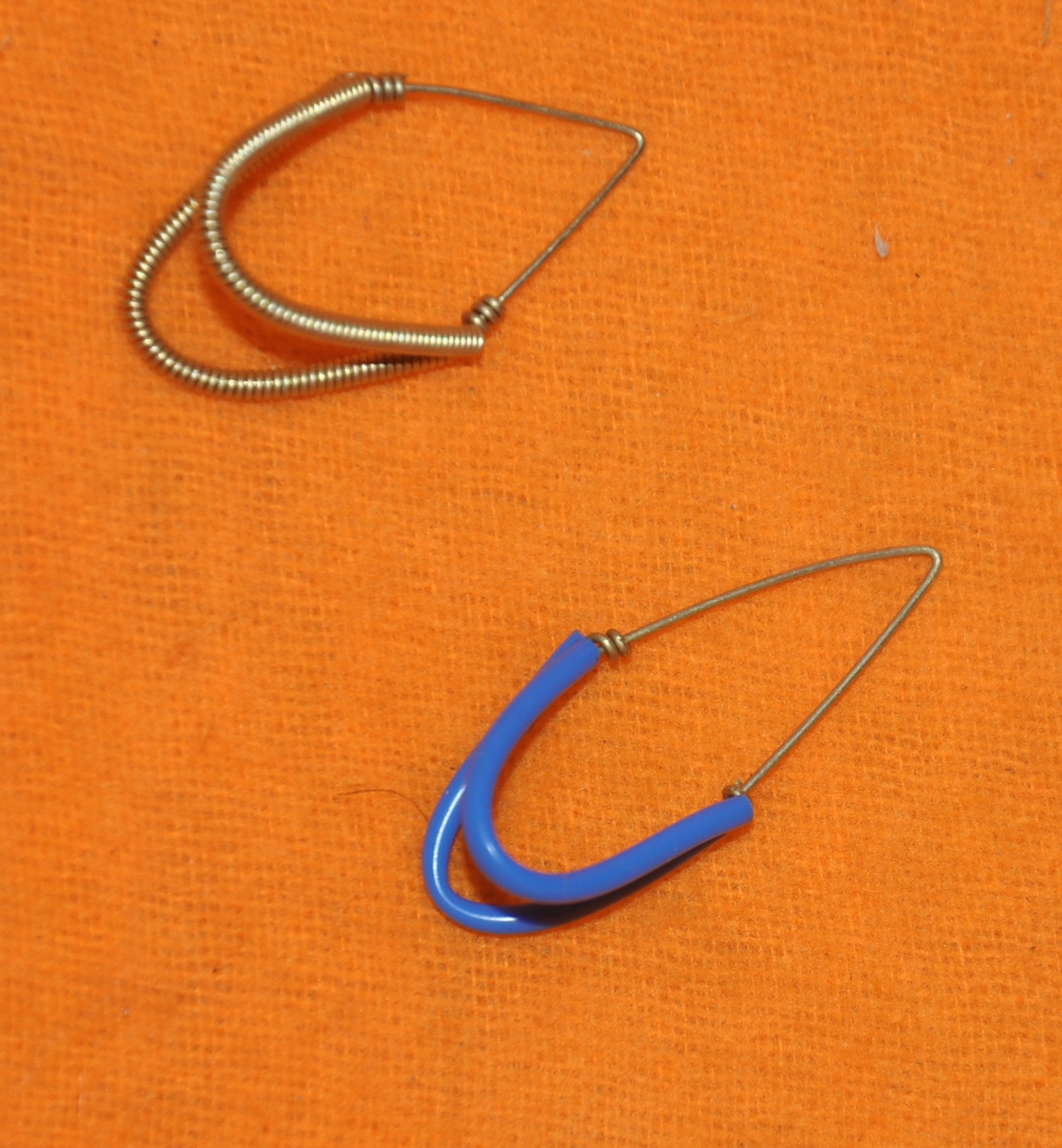
Мізраб

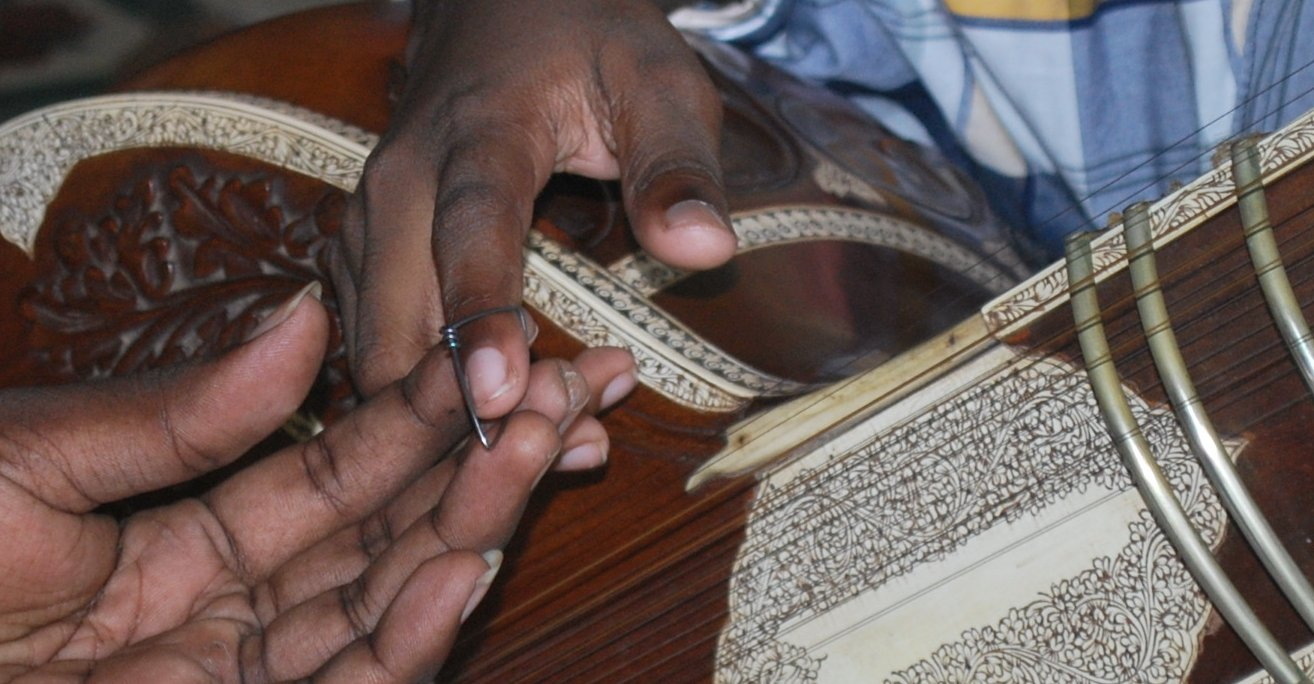
Мізраб

Мізраб (перс. مضراب, іноді вимовляється мезраб) або захмех (перс. زخمه, також іноді називається захма) — різновид плектра, використовується для гри на низці іранських (тар), індійських (ситара) струнних музичних інструментів. Являє собою кільце з «кігтем» — виступом для защипування струни.
Для гри на ситарі мізраб виготовляють вручну з однієї металевої смуги, так, щоб надягати його туго на нігтьову фалангу пальця, де б він був зафіксований і не переміщався під час гри, а «кіготь» виступав вперед приблизно на пів сантиметра. Як правило, мізраб надягають на вказівний палець, але іноді можна зустріти музикантів, які використовують другий мізраб, надягаючи його на середній палець або мізинець.
Мізрабом також називають молоточок для гри на сантурі.

## Використовувані варіанти бою
Існує 4 різних види бою при грі мізрабом на ситарі: Da, Ra, Dir і Dra.
- Da — рух мізрабом зовні всередину на першій струні.
- Ra — рух ізсередини назовні на першій струні.
- Dir — швидкі удари по першій струні з боку в бік (тремоло)
- Dra — удар по першій струні зсередини, а потім швидко зовні, причому останній робиться більш енергійно, роблячи удар зовні більш виділеним ніж зсередини.